# Carlo Di Tullio
Carlo Di Tullio (Spinazzola, 5 maggio 1918 – ...) è stato un calciatore e allenatore di calcio italiano, di ruolo attaccante.

## Caratteristiche tecniche
Poteva essere impiegato indifferentemente come ala o mezzala.

## Carriera
Dopo aver militato nel Dopolavoro Palo, in Prima Divisione, e nel Molfetta, al termine della seconda guerra mondiale passa al Piacenza. Con gli emiliani gioca da titolare il campionato di Serie B-C Alta Italia 1945-1946, realizzando 6 reti, terzo miglior marcatore della squadra dopo Giovanni Gaddoni e Luigi Ganelli. Nelle due annate successive gioca altrettanti campionati di Serie B, sempre con il Piacenza; titolare nel campionato 1946-1947, nel quale si alterna ad Adriano Minelli, perde il posto in squadra l'anno successivo, nel quale totalizza 13 presenze in campionato.
Dopo la retrocessione del 1948, lascia il Piacenza per trasferirsi al Messina, con cui scende in campo 24 volte nel campionato di Serie C 1948-1949, concluso dai siciliani al quinto posto.
Ha totalizzato 56 presenze in Serie B, tutte con la maglia del Piacenza.

## Dopo il ritiro
Terminata la carriera agonistica, nel 1951 partecipa ai corsi federali per allenatori e ottiene il patentino di seconda categoria. Nella stagione 1960-1961 guida il Molfetta, e nel campionato di Serie D 1962-1963 allena l'Andria, venendo esonerato nel corso della stagione. Nel campionato di Serie D 1966-1967 allena il Liberty Bari. È tra i fondatori dell'Associazione Italiana Allenatori Calcio e della relativa sezione regionale pugliese.